# Wüstbuch
Wüstbuch ist ein Gemeindeteil der Kreisstadt Kronach im Landkreis Kronach (Oberfranken, Bayern).

## Geographie
Das Dorf besteht aus zahlreichen Einzelsiedlungen, die sich um den Stübengraben, einem linken Zufluss der Rodach, an den Hängen des Kleinen Roten Bühl (474 m ü. NHN, 0,3 km nördlich) und des Großen Roten Bühl (514 m ü. NHN, 0,6 km südlich) gruppieren. Eine Gemeindeverbindungsstraße führt nach Staibra (1,1 km südöstlich) bzw. nach Fischbach zur Kreisstraße KC 12 (1,7 km nordöstlich).

## Geschichte
Gegen Ende des 18. Jahrhunderts gab es in Wüstbuch 14 Anwesen. Das Hochgericht übte das bambergische Centamt Stadtsteinach aus. Die Dorf- und Gemeindeherrschaft hatte das Rittergut Fischbach inne. Grundherren waren das Rittergut Fischbach (2 Fronsölden, 5 Gütlein, 5 Häuser) und der Langheimer Amtshof (1 Gütlein, 1 halbes Gütlein).
Mit dem Gemeindeedikt wurde Wüstbuch dem 1808 gebildeten Steuerdistrikt Fischbach und der 1818 gebildeten Ruralgemeinde Fischbach zugewiesen. Am 1. Mai 1978 wurde Wüstbuch im Zuge der Gebietsreform in Bayern in Weißenbrunn eingegliedert.

### Einwohnerentwicklung
| Jahr      | 001818 | 001861 | 001871 | 001885 | 001900 | 001925 | 001950 | 001961 | 001970 | 001987 |
| Einwohner |        | 110    | 123    | 119    | 99     | 141    | 127    | 81     | 100    | 114    |
| Häuser    | 14     |        |        | 18     | 18     | 19     | 20     | 21     |        | 34     |
| Quelle    | [ 5 ]  | [ 7 ]  | [ 8 ]  | [ 9 ]  | [ 10 ] | [ 11 ] | [ 12 ] | [ 13 ] | [ 14 ] | [ 1 ]  |

## Religion
Der Ort ist seit der Reformation evangelisch-lutherisch geprägt und nach St. Jakobus (Fischbach) gepfarrt.